# Generaldirektion Landwirtschaft und ländliche Entwicklung
Die Generaldirektion Landwirtschaft und ländliche Entwicklung (DG AGRI) ist eine der Generaldirektionen der Europäischen Kommission, die organisatorisch zu den Generaldirektionen für Politikfelder (Policies) gehört.
Die Generaldirektion untersteht dem Kommissar für Landwirtschaft und ländliche Entwicklung. In der Kommission Juncker übt Phil Hogan das Amt aus. Die Generaldirektion hat ihren Sitz in der Rue de la Loi (Wetstraat) im „Europaviertel“ in Brüssel.

## Aufgaben
Aufgabe der Direktion ist die Umsetzung der Gemeinsamen Agrarpolitik in allen Bereichen, worunter Marktorganisation, wirtschaftliche Analysen und Bewertungen, Qualitätspolitik und internationale Beziehungen fallen, sowie die Politik zur ländlichen Entwicklung. Diese ist Teil der EU-Strukturpolitik und wird in Verbindung mit den anderen daran beteiligten Generaldirektionen der Europäischen Kommission verfolgt.

## Organisation
Die Generaldirektion hat ungefähr 1000 Mitarbeiter, wird von einem Generaldirektor geleitet (aktuell Wolfgang Burtscher) und ist in zehn Fachdirektionen und eine dem Generaldirektor unmittelbar unterstellte Verwaltungsdirektion unterteilt. Die Fachdirektionen unterstehen jeweils einem Direktor, und zwei bis drei von ihnen fallen jeweils in die Zuständigkeit eines von vier stellvertretenden Generaldirektoren. (Alle Angaben sind der Stand vom Juli 2014.)
Die Direktionen der Generaldirektion Landwirtschaft und ländliche Entwicklung sind:

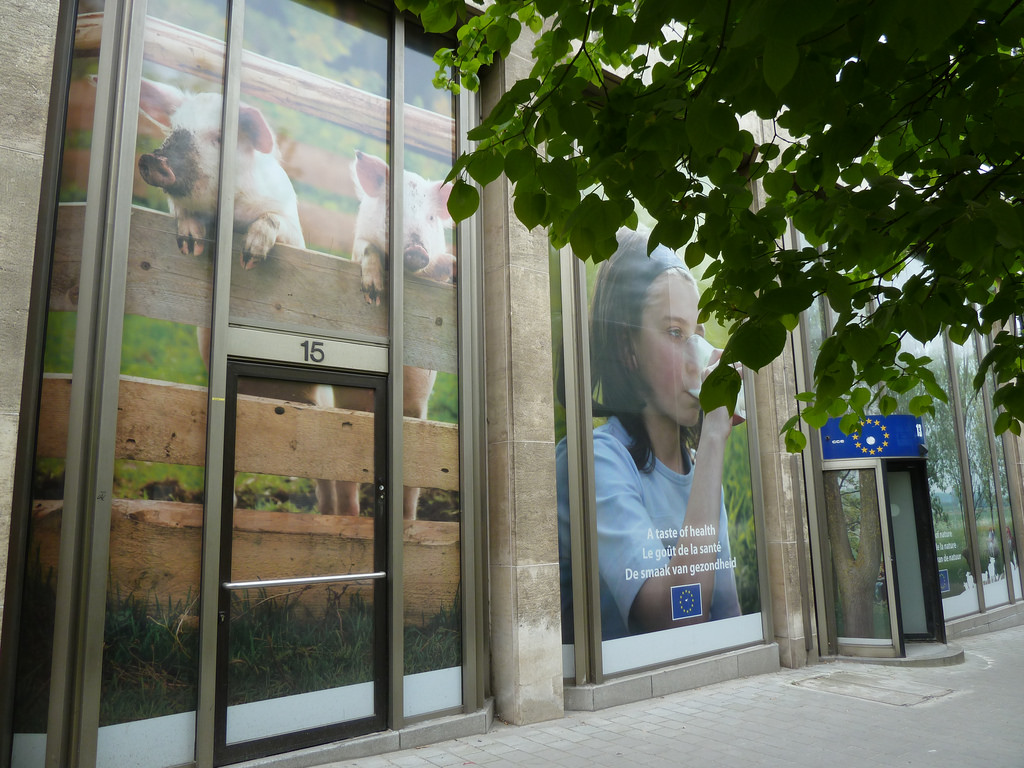
Generaldirektion Landwirtschaft und ländliche Entwicklung in Brüssel

- A: Internationale bilaterale Beziehungen
- B: Multilaterale Beziehungen, Qualitätspolitik
- C: Einheitliche Gemeinsame Marktorganisation (GMO), Wirtschaftsfragen und wirtschaftliche Analyse der Agrarmärkte
- D: Direktbeihilfen
- E: Wirtschaftliche Analyse, Perspektiven und Bewertungen; Kommunikation
- F: Programme zur Entwicklung des ländlichen Raums I
- G: Programme zur Entwicklung des ländlichen Raums II
- H: Allgemeine Aspekte der ländlichen Entwicklung und Forschung
- I: Landwirtschaftliche Rechtsvorschriften und Verfahren
- J: Audit der Agrarausgaben
- R (dem Generaldirektor unmittelbar unterstellt): Ressourcenverwaltung, Berater für die Bereiche Buchhaltung und Betrugsbekämpfung